# Josep Teixidor i Trilles
Josep Teixidor i Trilles (Grau de València, 17 de gener de 1694 - València, 29 d'octubre de 1775) va ser un religiós dominic, arxiver i historiador.
Va nàixer al Grau de València. Els seus pares eren Batista Teixidor i Àngela Trilles, pescadors. Als setze anys va vestir els hàbits de Sant Domènec al Reial Convent de Predicadors de València el 12 d'octubre de 1710, professant el 13 d'octubre de l'any següent. Destinat pels seus superiors a estudiar a la Universitat d'Oriola, on va establir relació amb el també dominic Jacint Segura, qui el va encaminar cap a la investigació històrica.
Finalitzats els seus estudis va ser assignat al Convent d'Alacant com a Lector per ensenyar Filosofia als religiosos no destinats a graus acadèmics.
El 1722 va ser nomenat notari dels dominics del Regne de València i al voltant d'aquesta època va treballar com a torsimany de l'arxiver del Convent de Predicadors valencià, a qui va succeir el 1723. Durant quatre anys, del 1738 al 1742, va tornar a Oriola com a secretari del Pare Provincial, ocupant-se a més d'investigar la història d'aquella ciutat.
A partir del 1742, una vegada reincorporat al Reial Convent de València amb la responsabilitat d'arxiver i bibliotecari, va iniciar les seves relacions amb erudits valencians. És també la seva etapa més fèrtil i madura com a investigador i escriptor.
És per aquests anys quan redacta el seu monumental Necrologi del Reial Convent de Predicadors, manuscrit inèdit de quatre volums en què fa una ressenya biogràfica dels seus principals religiosos des de 1238 fins a 1740. També va deixar inèdits dos escrits sobre el Convent del Pilar, l'altra comunitat de frares dominics a València
La seva gran labor historiogràfica va ser reconeguda per erudits contemporanis seus, com els Maians. Pasqual Boronat i Barrachina en una carta dirigida a Roc Chabàs i publicada al primer tom de les «Antigüedades de Valencia: observaciones críticas donde...», sota el pseudònim de L. de Ontalvilla, sobre la personalitat del Pare Teixidor menciona, diu:
| « | Molt tard van començar els erudits valencians del segle passat a conèixer i admirar el cel incansable i l'aptitud res de vulgar del P. Fr. José Teixidor en remoure arxius, col·leccionar i extreure antics documents, prendre notes, acotar dates, etc., etc., tasques totes d'ímproba labor, el mèrit de les quals només coneixen els qui, com vós, dediquen els millors anys de la seva vida a la imitació d'aquests exemples de laboriositat. La vida d'aquell infatigable dominic es lliscava tranquil·la en el recer i solitud del claustre, compaginada amb el seu Déu i els seus llibres, l'aclaparava l'aplaudiment popular, l'estimació en què els savis tenien els seus escrits l'enrojolava i no seria impertinent creure que aquell home hagués mort en una cel·la ignorada, com un d'entre tants... No trobem atzars a la seva vida, però tota ella està consagrada a l'estudi i al compliment exacte de les seves obligacions: el seu caràcter, la seva personalitat i la seva fisonomia moral es troben en relació intima amb l'estudi de les lletres. | » |

El 1763, els Bol·landistes van escriure a la ciutat sol·licitant una sèrie de dades sobre el dominic valencià sant Lluís Bertran, essent redactats per Teixidor i traduïts per Maians.

Segons l'historiador Alfonso Esponera, així és com ho expressa en una carta de 1764: 
| « | No aconseguirà l'eruditíssim Maians veure obra que jo publiqui, perquè [em] contemple incapaç de fer-ho, encara que tothom em persuadira, que les obres que tinc concloses i altres començades, i que remataré donant-me Déu vida, són digníssimes de la llum pública; doncs jo sé bé que no és així. N'hi haurà prou que queden en un racó de la llibreria perqué els religiosos s'aprofiten, si alguna cosa jutjaren útil. V.P. em crega que dic veritat; jo mire amb tant de menyspreu els meus treballs que de bona gana ja haguera fet cremar tots els meus papers a no haver-me detingut cert lleial amic, que ho veient insinuat, em va dir que pecaria mortalment si feia tal. Repetisc dir que no sóc capaç de treballar obra que meresca la llum pública, i allò que més s'estén el meu cabal és a recollir notícies seguríssimes per il·lustrar la història de València veritable, que tanta necessitat tenim | » |

.
Fra Josep Teixidor va dedicar la resta de la seua vida a l'estudi històric, catalogació i registre de l'arxiu de la ciutat de València, inclosos els cent quaranta toms dels Manuals de Consells, les cartes, missives, extractes i documents diversos. Aquesta tasca el va obligar a investigar en altres arxius de l'antic regne, com els de la parròquia de Sant Salvador, els del propi col·legi de Predicadors i els del monestir de la Valldigna, entre molts altres. Per a aquesta ingent faena va comptar amb l'atenció de l'historiador i polígraf, Gregori Maians.
Als 80 anys va acabar d'escriure la Vida de Sant Vicent Ferrer, Apòstol d'Europa, obra de gran importància històrica i el quart i últim volum del seu Necrologi. En vida no va permetre publicar cap dels seus treballs.Va morir el 29 d'octubre de 1775, al Convent dels Predicadors.
Malgrat ser un dels historiadors més destacats del segle xviii, les seves obres haurien romàs inèdites si Roc Chabàs no haguera demostrat interès en elles i s'haguera compromés a publicar-les.

## Obra
És fonamental en la seva obra la influència del dominic Jacint Segura, com ja s'ha esmentat anteriorment, però, com ell mateix va reconèixer en una carta al dominic Lluís Galiana, la seva obra va rebre un impuls renovador del gran erudit Gregori Maians. El pare Teixidor es va identificar amb gran part dels criteris de la «crítica històrica» maiansiana: cerca, recopilació, transcripció i valoració del document i de testimonis contemporanis als esdeveniments analitzats, reflexió crítica sobre aquests últims, fixació el més exacta possible de la cronologia, claredat i austeritat expositiva, etc.
Alfonso Esponera Cerdán assenyala, que va catalogar fins a 37 obres manuscrites de Teixidor, que es trobaven a bon recer en els dominics; ja en 1787 s'ordena fer còpies d'algunes parts de les mateixes per l'arquebisbat d'Oriola. Al llarg dels anys i fins al present han estat editades moltes d'aquestes obres, revisades i comentades, amb edicions a càrrec del propi Esponera, Laureano Robles o la Universitat de València.
En la relació dels seus manuscrits, es poden assenyalar:
- Història cronològica del reial convent de Predicadors de València des de l'any 1238 de la seua fundació. (Dos volums)
- Observacions crítiques a les antiguitats de València, on amb instruments autèntics es destrueix el fabulós, deixant en la seua deguda estabilitat el ben fonamentat. (Dos toms, 1767)
- Necrologi d'aquest real convent de Predicadors de València. (Quatre volums)
- A Maria puríssima, previnguda de la gràcia, en el primer instant del seu ser, pels bells jeroglífics del firmament, i cel de la seva interna i externa bellesa de cos i ànima...
- Trobes de mossèn Jaume Febrer, cavaller natural de València, en qué dona notícies dels conqueridors d'aquesta ciutat i regne...
- Antiguitats de València: observacions crítiques on amb instruments autèntics es destrueix el fabulós, deixant en la seva deguda estabilitat el ben fonamentat.
- Estudis de València: història de la Universitat fins a 1616.
- Observacions crítiques a les Antiguitats de València i Anys de la seva fundació (Publicat el 1895 en dos volums)d. de P. Boronat y Barrachina, Valencia, Vives Mora, 1895, 2 vols.;
- Memòries històriques de la fundació del reial monestir de la Saïdia, recollides en vista dels privilegis, escriptures antiquíssimes i altres autèntics documents que es guarden en l'arxiu d'aquest monestir.
- Capelles i sepultures de l'Església i Claustre del Real Convent de Predicadors.ed. de J. Caruana Reig, Valencia, Acción Bibliográfica Valencia, 1949-1950, 3 vols.;
- Sant Vicent Ferrer, promotor i causa principal de l'antic Estudi General de València. ed. d'Estudis de València [Història de la Universitat fins al 1616], ed. de L. Robles, València, Universitat, 1976;
- Episcopologi valencià, ed. d'A. Esponera, València, Facultat de Teologia, 1998;
- Vida de Sant Vicent Ferrer, Apòstol d'Europa, ed. d'A. Esponera, València, Ajuntament, 1999, 2 vols.